# Giacomo Vianol
Giacomo Vianol, talvolta anche Vianoli (Venezia, 1598 – Venezia, novembre 1691), è stato un vescovo cattolico italiano.

## Biografia
Nacque dalla famiglia Vianol, di origine bergamasca, che sarebbe di lì a poco entrata nel patriziato veneziano.
Prese gli ordini minori nel 1658 e nel 1672 ricevette il suddiaconato, il diaconato e il presbiterato.
Il 18 dicembre 1673 fu nominato vescovo di Torcello.
Morì nel mese di novembre del 1691.

## Genealogia episcopale
La genealogia episcopale è:
- Cardinale Guillaume d'Estouteville, O.S.B.Clun.
- Papa Sisto IV
- Papa Giulio II
- Cardinale Raffaele Riario
- Papa Leone X
- Papa Paolo III
- Cardinale Francesco Pisani
- Cardinale Alfonso Gesualdo
- Papa Clemente VIII
- Cardinale Pietro Aldobrandini
- Cardinale Laudivio Zacchia
- Cardinale Antonio Barberini, O.F.M.Cap.
- Cardinale Marcantonio Bragadin
- Vescovo Giacomo Vianol